# دورجنامبوغين أوتغوندالاي
دورجنامبوغين أوتغوندالاي (مواليد 28 يناير 1988) هو ملاكم منغولي، مثّل بلاده في الألعاب الأولمبية الصيفية 2016.

## روابط خارجية
دورجنامبوغين أوتغوندالاي على موقع اللجنة الأولمبية الدولية (الإنجليزية)
- دورجنامبوغين أوتغوندالاي على موقع أوليمبيديا (الإنجليزية)